# Perla simplex
Perla simplex és una espècie d'insecte plecòpter pertanyent a la família dels pèrlids. Es troba a Àsia.